# Cyathus
Cyathus es un género de hongos de la familia Nidulariaceae. Colectivamente, se conocen como hongos nido ya que poseen unas estructuras parecidas a huevos, lo suficientemente grandes como para confundirlas con semillas. No obstante, ahora se sabe que son estructuras reproductivas que contienen esporas. Los «huevos», o peridiolos, están firmemente unidos a la superficie interior del basidiocarpo por un cordón elástico de micelios, conocido como funícula. Las especies del género se distribuyen por todo el mundo, aunque algunas existen en solo en uno o dos lugares. Cyathus stercoreus se considera en peligro de extinción en varios países europeos. Las superficies internas y externas del sombrero pueden estar arrugadas longitudinalmente (también descritas como plegadas o estriadas); tradicionalmente, esta característica taxonómica ha servido para distinguir cada especie. 
Considerado como no comestible, los miembros del género son saprofitos, ya que obtienen sus nutrientes de la materia orgánica en descomposición. Por lo general, crecen sobre la madera en descomposición o detritos leñosos, en estiércol de vaca o caballo, o directamente en suelo rico en humus. El ciclo de vida permite reproducirse sexual —mediante la meiosis— o asexualmente —a través de esporas—. Varias especies producen compuestos bioactivos, algunos con propiedades medicinales, y varios enzimas que degradan la lignina que pueden ser útil en la biorremediación y la agricultura. El análisis filogenético está proporcionando nuevos conocimientos sobre las relaciones evolutivas entre las diferentes especies en el género, y ha puesto en duda la validez de los sistemas de clasificación antiguos que se basan en características taxonómicas tradicionales.

## Descripción
Las especies del género tienen basidiocarpos (peridios) en forma de florero, trompeta o urna, con dimensiones de 4-8 mm de ancho por 7-18 mm de alto. Los basiocarpos son pardos a grises marrón, y cubiertos de pequeñas estructuras similares a vellos en la superficie exterior. Algunas especies, como C. striatus y C. setosus, tienen cerdas visibles llamadas setas en el borde del sombrero. Casi siempre, el basidiocarpo se expande sobre la base en una masa sólida y redonda de hifas —llamada emplazamiento— que se enreda y entrelazada con pequeños fragmentos de la superficie subyacente en crecimiento, lo que mejora su estabilidad y ayuda a que tenga contacto por la lluvia.

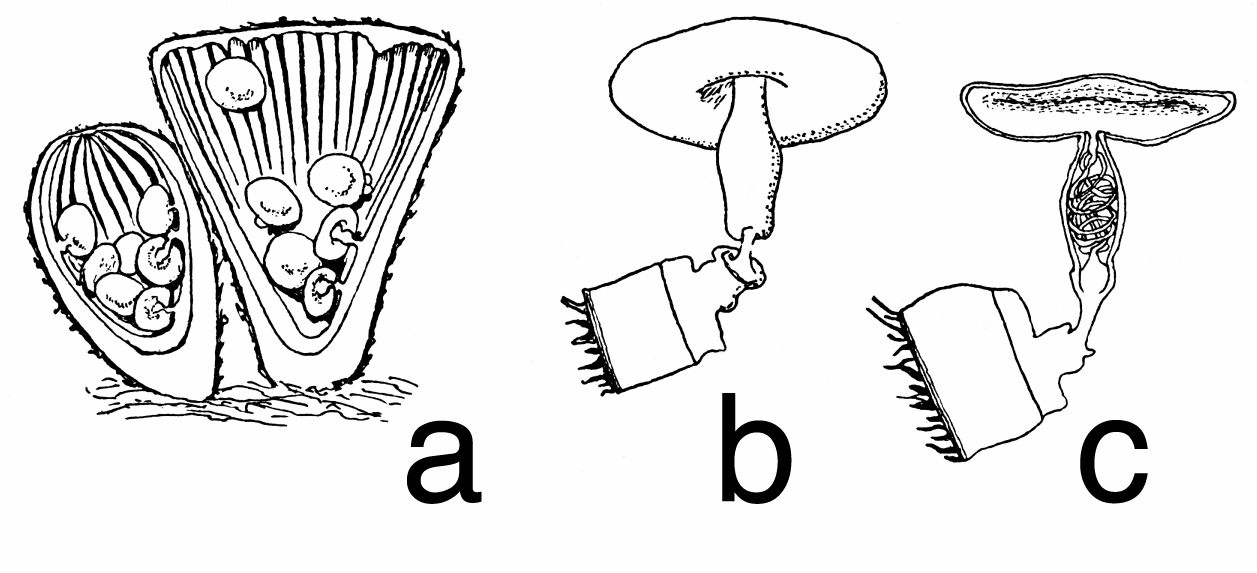
Cyathus striatus: (a) basidiocarpos jóvenes y maduros en un corte longitudinal; (b), (c) peridiolo entero, y en corte longitudinal.

Los basidiocarpos inmaduros tienen una membrana blanquecina, una epifragma, que cubre la abertura de los peridios cuando están jóvenes, pero con el tiempo experimenta dehiscencia, rompiendo abertura durante la maduración. Visto con un microscopio óptico, el peridio de los miembros de este género consiste de tres capas distintas: el endoperidio, mesoperidio y ectoperidio, en referencia a las capas internas, intermedias y externas, respectivamente. Mientras que la superficie de la ectoperidio de Cyathus es velluda, la superficie del endoperidio es lisa y, dependiendo de la especie, puede tener arrugas longitudinales (estrías).
Debido a que la estructura básica del basidiocarpo en todos los géneros de la familia Nidulariaceae es aparentemente similar, Cyathus puede confundirse fácilmente con especies de Nidula o Crucibulum, en especial con los especímenes maduros y sucios de Cyathus que pueden tener desgastado el ectoperidio velludo. Se distingue de Nidula por la presencia de una funícula, un cordón de hifas que une al peridiolo con el endoperidio. Cyathus se diferencia de Crucibulum por poseer una pared de tres capas distintas y una funícula más compleja.

### Estructura del peridiolo

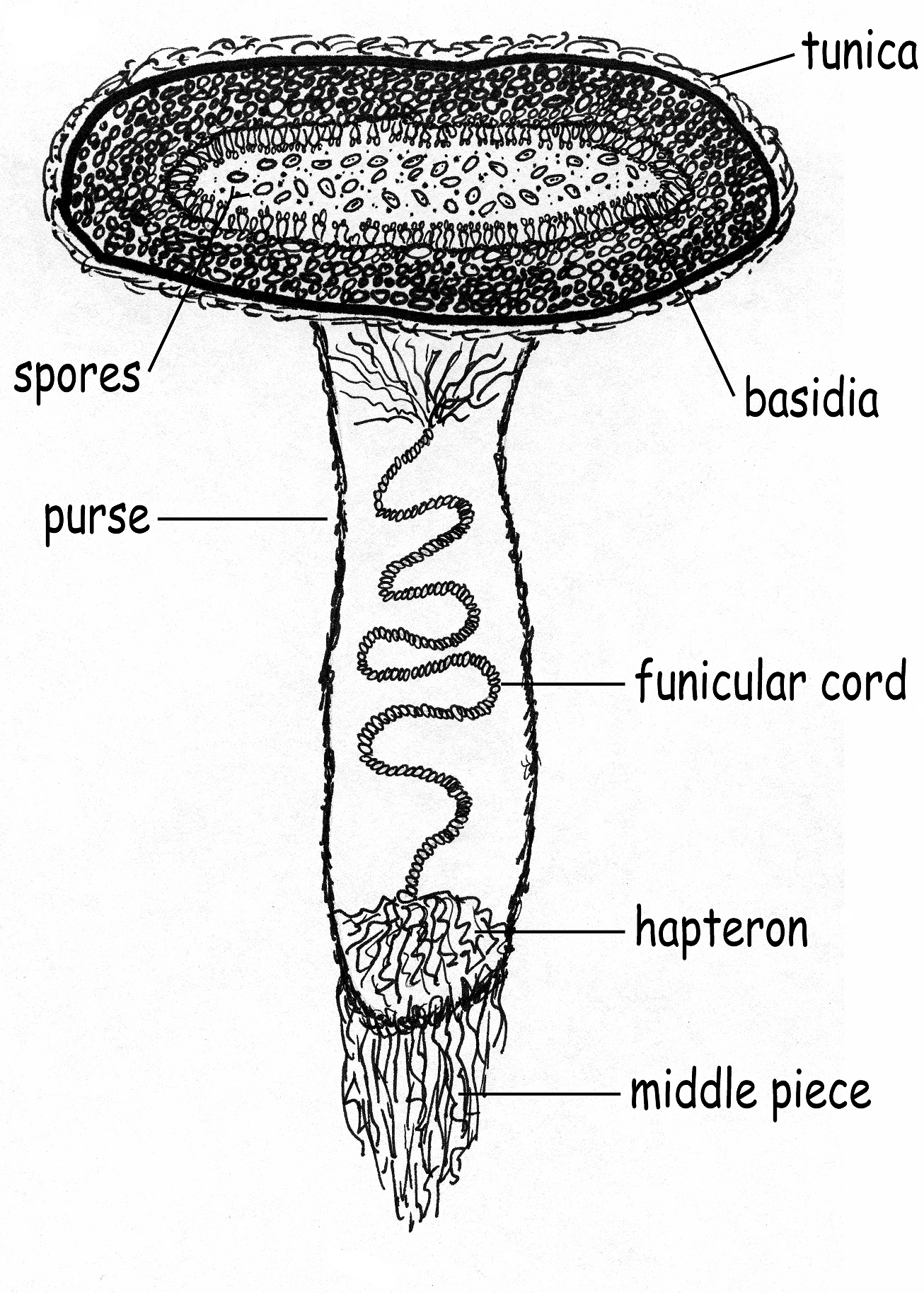
Corte transversal de un peridiolo y una funícula anexa.

A simple vista, el peridiolo es el «huevo» del hongo. Se trata de una masa de tejido carnoso y basidiosporas encerradas por una cáscara exterior dura y cerosa. La forma puede ser descrita como lenticular, como una lente biconvexa, y, dependiendo de la especie, puede variar en color, desde blanquecino hasta negro grisáceo. La cámara interior del peridiolo contiene un himenio del que se originan los basidios, estructuras estériles (no reproductivas) y esporas. En los basidiocarpos jóvenes, recién abiertos, los peridiolos yacen en una sustancia gelatinosa transparente que se seca a los pocos días. La palabra deriva del griego περιδίων (peridion), que significa «bolsita de cuero».
Los peridiolos están unidos al basidiocarpo por medio de funículas, unas estructuras complejas de hifas que pueden diferenciarse en tres partes: la pieza basal —que se adhiere a la pared interna del peridio—, la pieza intermedia, y una funda superior —llamada bolso—, que se adhiere a la superficie inferior de la peridiolo. En la bolsa y la pieza intermedia hay un hilo enrollado de hifas entrelazadas —llamado cordón funicular—, que se une en un extremo del peridiolo y en el otro extremo a una masa enredada de hifas llamada hapterón. En algunas especies, los peridiolos pueden estar cubiertos por una túnica, una membrana fina y blanca (particularmente visible en C. striatus y C. crassimurus). Las esporas suelen tener una forma elíptica o casi esférica, tiene paredes gruesas, hialinas o de color marrón amarillento claro, y con dimensiones de 5-15 x 5-8 µm.

## Taxonomía

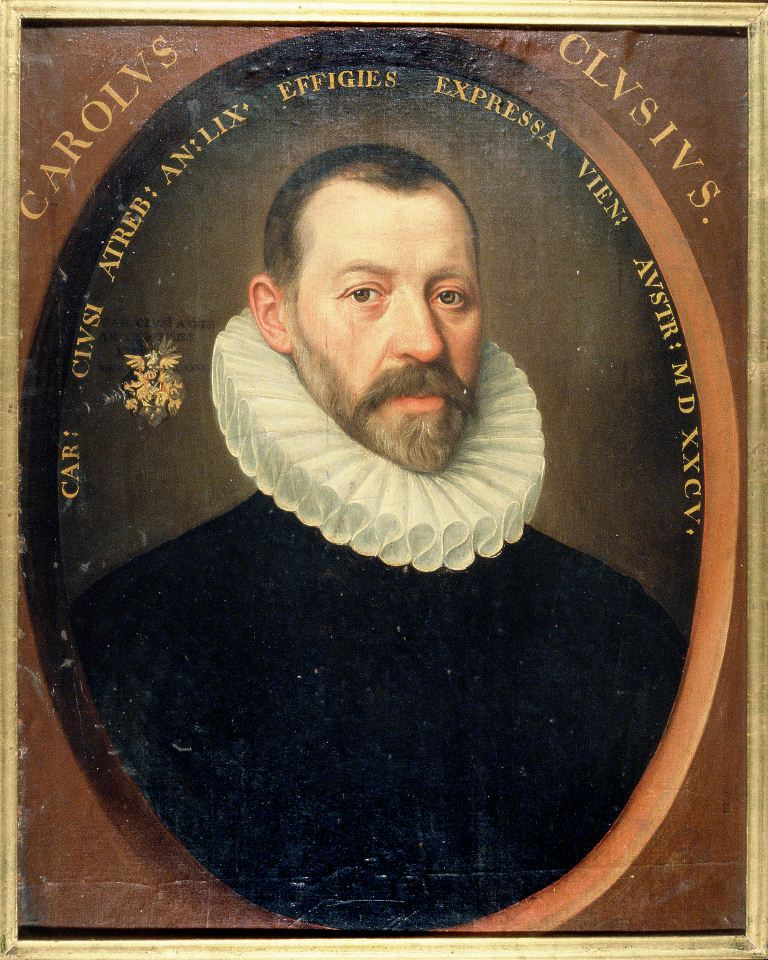
Carolus Clusius, uno de los primeros autores en escribir sobre los hongos nido.

Los hongos nido fueron mencionados por primera vez por el botánico flamenco Carolus Clusius en Rariorum plantarum historia (1601). Durante el siguiente par de siglos, estos hongos fueron objeto de cierta controversia respecto sobre si los peridiolos eran semillas y cómo ocurría el mecanismo por el que se dispersan en la naturaleza. Por ejemplo, el botánico francés Jean-Jacques Paulet, en su obra Traité des champignons (1790-1793), propuso la idea errónea de que peridiolos eran expulsados de los basidiocarpos por algún tipo de mecanismo de resorte. El género fue creado en 1768 por el científico suizo Albrecht von Haller; el nombre genérico Cyathus proviene del latín, pero originalmente deriva del vocablo en griego antiguo κύαθος (kýathos), que significa «copa». La estructura y biología del género fueron estudiadas más a fondo a partir de la segunda mitad del siglo XIX, después de la aparición en 1842 de un artículo sobre el tema por Carl Johann Friedrich Schmitz y, dos años más tarde, una monografía por los hermanos Louis René y Charles Tulasne. El trabajo de los Tulasnes era completo y exacto, y tomado muy en cuenta por investigadores posteriores. Años después, varios botánicos escribieron monografías más especializadas: en 1902 por Violeta S. White (sobre las especies americanas), Curtis Gates Lloyd en 1906, Gordon Herriot Cunningham en 1924 (sobre las especies neozelandesas), y Harold J. Brodie en 1975.

### Clasificación infragenérica y análisis filogenéticos
En 1844, el género Cyathus fue subdividido en dos grupos infragenéricos (es decir, una agrupación de especies bajo la categoría de género) por los hermanos Tulasne; las especies del grupo eucyathus tenían basidiocarpos con superficies interiores plegadas, mientras que el grupo olla carecía de estos pliegues. Años después, en 1906, Lloyd publicó un esquema diferente de la agrupación infragenérica en Cyathus, al describir cinco grupos, dos en el grupo eucyathus y cinco en olla.
En la década de 1970, Brodie separó el género Cyathus en siete grupos relacionados de acuerdo a una serie de características taxonómicas, así conmo la presencia o ausencia de pliegues, la estructura de los peridiolos, el color de los basidiocarpos, y la naturaleza de los vellos en el peridio exterior:

Grupo olla: Especies con un tomento de vellos descendentes achatados, y sin pliegues.
- C. olla, C. africanus, C. badius, C. canna, C. colensoi, C. confusus, C. earlei, C. hookeri, C. microsporus, C. minimus y C. pygmaeus

Grupo pallidus: Especies con vellos visibles, largos y que apunta hacia abajo, y un peridio interior liso (sin pliegues).
- C. pallidus y C. julietae

Grupo triplex: Especies con peridios de color oscuro principalmente, y una superficie interior blanca plateada.
- C. triplex, C. setosus y C. sinensis

Grupo gracilis: Especies con vellos tomentosos agrupados en mechones o montículos.
- C. gracilis, C. intermedius, C. crassimurus y C. elmeriLa superficie peridial exterior velluda (tomentosa) de C. striatus.

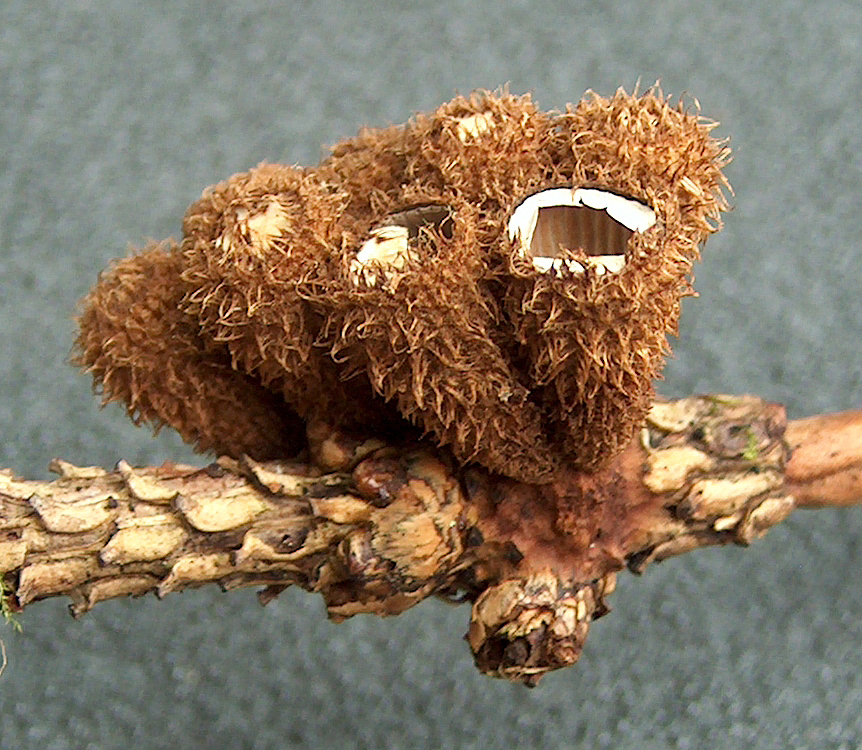
La superficie peridial exterior velluda (tomentosa) de C. striatus.

Grupo stercoreus: Especies con peridios sin pliegues, peridio lanudos o de paredes exteriores velludos, y peridiolos oscuros o negros.
- C. stercoreus, C. pictus y C. fimicola

Grupo poeppigii: Especies con paredes peridial internas con pliegues, paredes exteriores velludas, peridiolos grandes y oscuros o negros, esporas más o menos esféricas o elipsoidales.
- C. poeppigii, C. crispus, C. limbatus, C. gayanus, C. costatus, C. cheliensis y C. olivaceo-brunneus

Grupo striatus: Especies con peridios interna con pliegues, peridios de paredes exteriores velludas, y esporas mayoritariamente elípticas.
- C. striatus, C. annulatus, C. berkeleyanus, C. bulleri, C. chevalieri, C. ellipsoideus, C. helenae, C. montagnei, C. nigro-albus, C. novae-zeelandiae, C. pullus y C. rudis

En 2007, una publicación de los análisis filogenéticos de secuencias de ADN de numerosas especies de Cyathus ha puesto en duda la validez de las clasificaciones infragenéricas basadas en morfología descritas por Brodie. Esta investigación sugiere que los miembros de Cyathus pueden agruparse en tres clados genéticamente relacionados:
Grupo ollum: C. africanus (tipo), C. africanus f. latisporus, C. conlensoi, C. griseocarpus, C. guandishanensis, C. hookeri, C. jiayuguanensis, C. olla, C. olla f. anglicus, and C. olla f. brodiensis.
Grupo striatum: C. annulatus, C. crassimurus, C. helenae, C. poeppigii, C. renwei, C. setosus, C. stercoreus, and C. triplex.
Grupo pallidum: C. berkeleyanus, C. olla f. lanatus, C. gansuensis, and C. pallidus.
Este análisis mostró que en lugar de la estructura del basidiocarpo, el tamaño de la esporas es un carácter más fiable para dividir en grupos a Cyathus. Por ejemplo, las especies en el clado ollum tienen esporas con longitudes menores a 15 µm, mientras que los miembros del grupo pallidum tienen longitudes mayores a 15 µm; no obstante, el grupo striatum no puede distinguirse del grupo pallidum únicamente por el tamaño de las esporas. Se recomienda considerar dos características para diferenciar el grupo ollum del pallidum: el espesor de la capa velluda en la superficie del peridio, y el contorno de los basidiocarpos. El tomento de las especies pallidum es gruesa, como fieltro, y, por lo general, forma grumos lanudos o velludos. Sus basidiocarpos en forma de crisol no tienen estipes visibles. En comparación, el exoperidio de las especies ollum tiene un tomento delgado de vellos finos; basidiocarpos tienen en forma de embudo y disponen de una base contraída o un estípite diferente.

### Especies
La siguiente lista de especies es una compilación de la monografía de Brodie (1975) y su posterior revisión (1984), así como una serie de artículos escritos desde entonces en los que se describen nuevas especies o se reducen otros a la sinonimia.

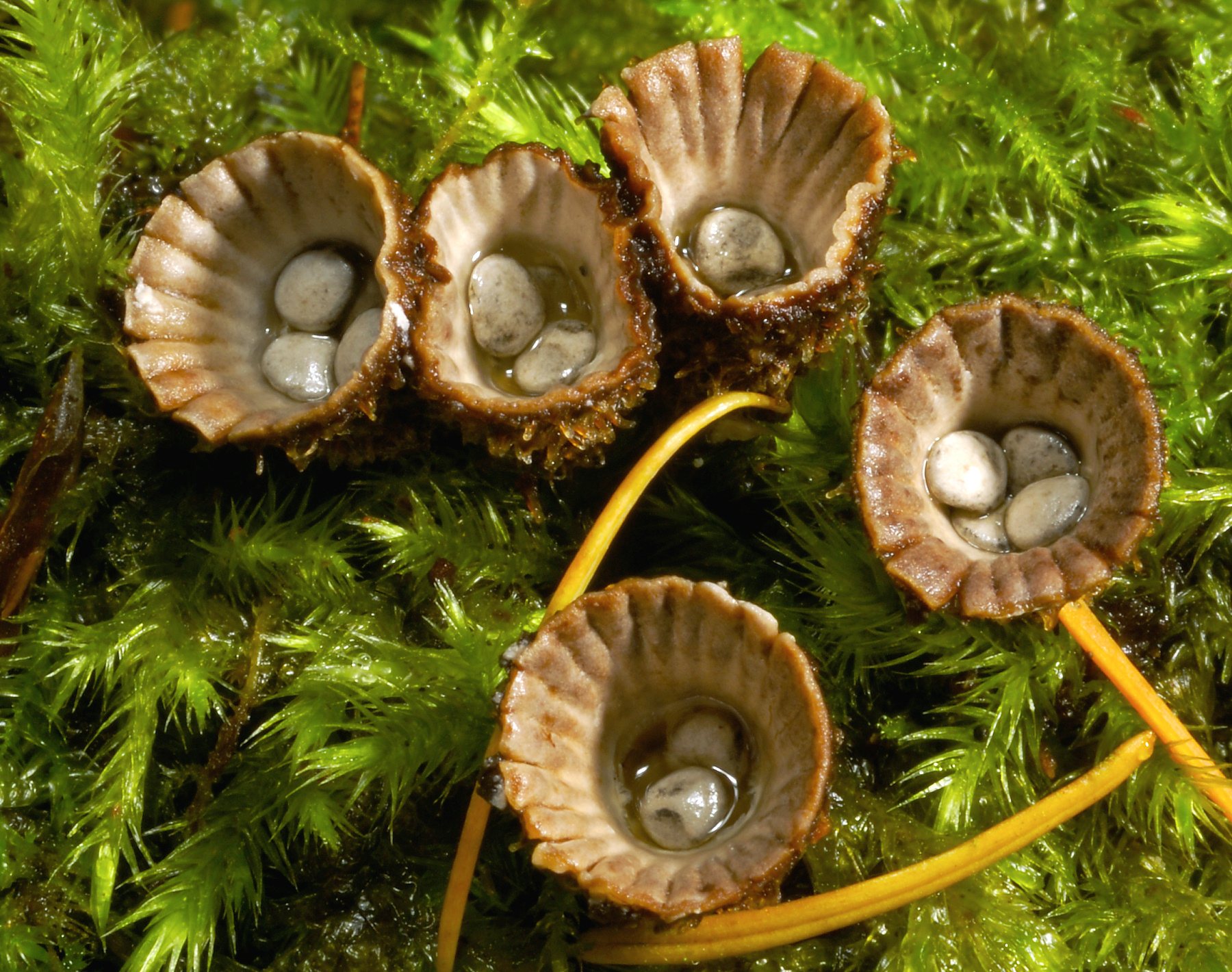
Cyathus striatus.

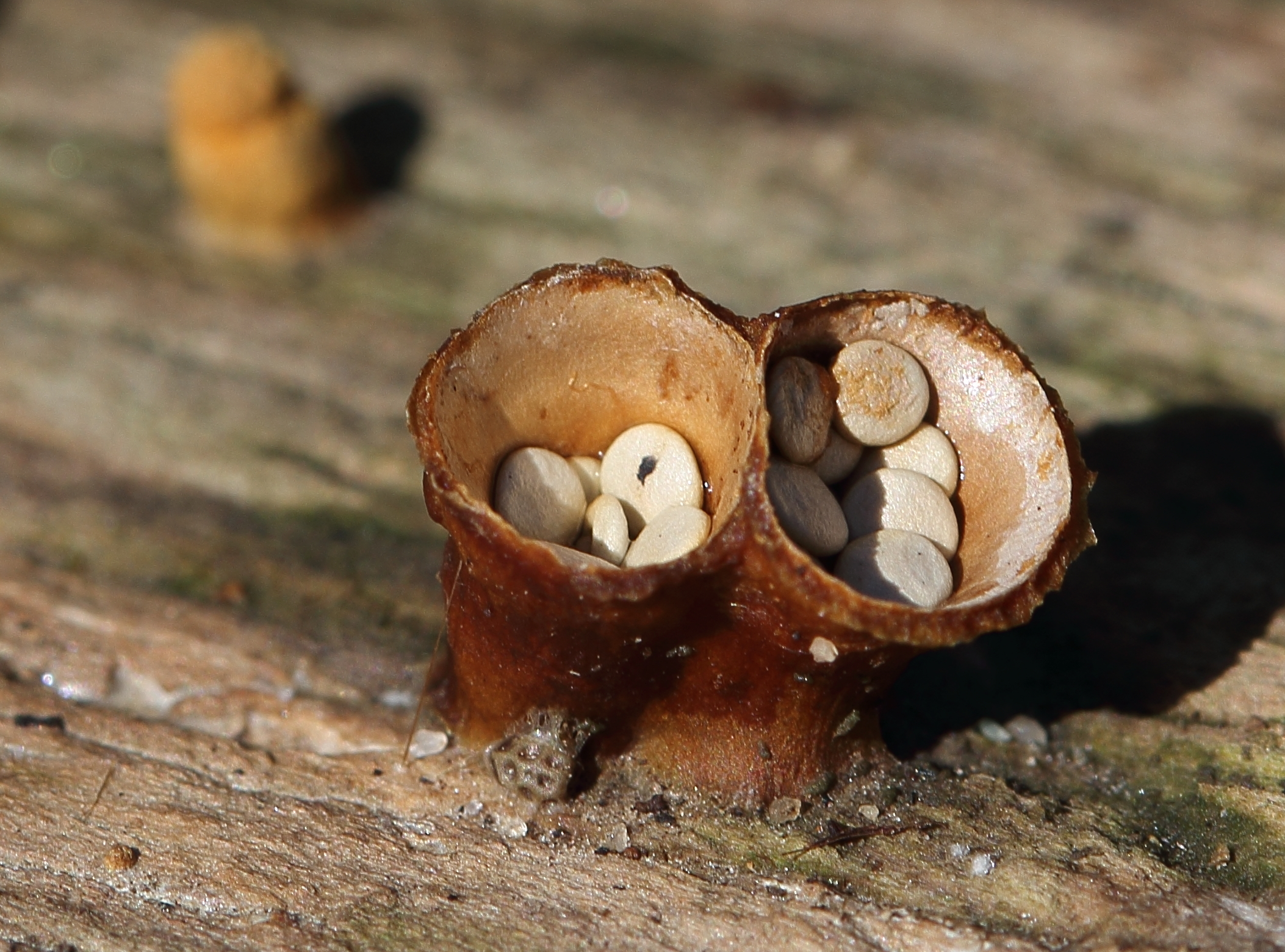
Cyathus olla.

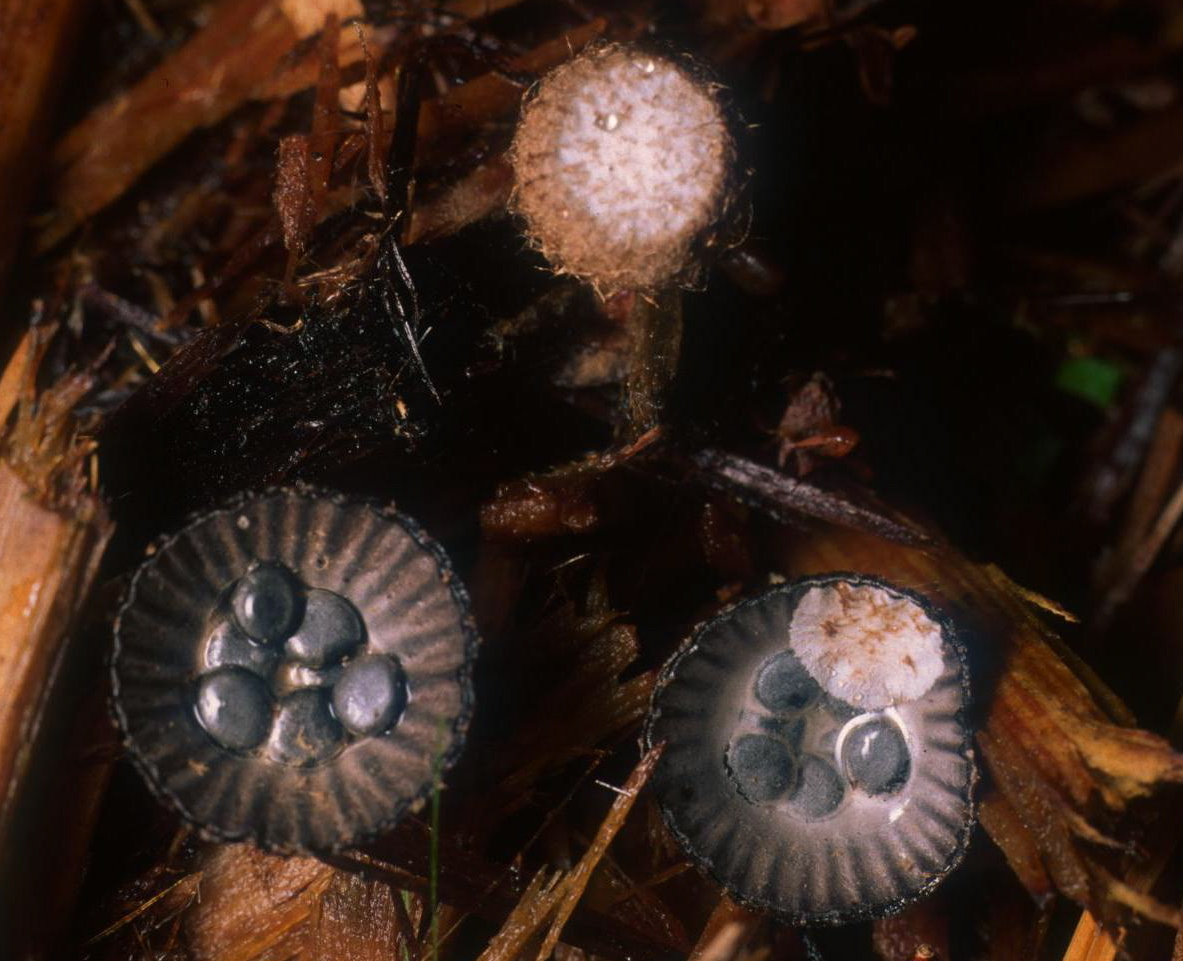
Cyathus poeppigii.

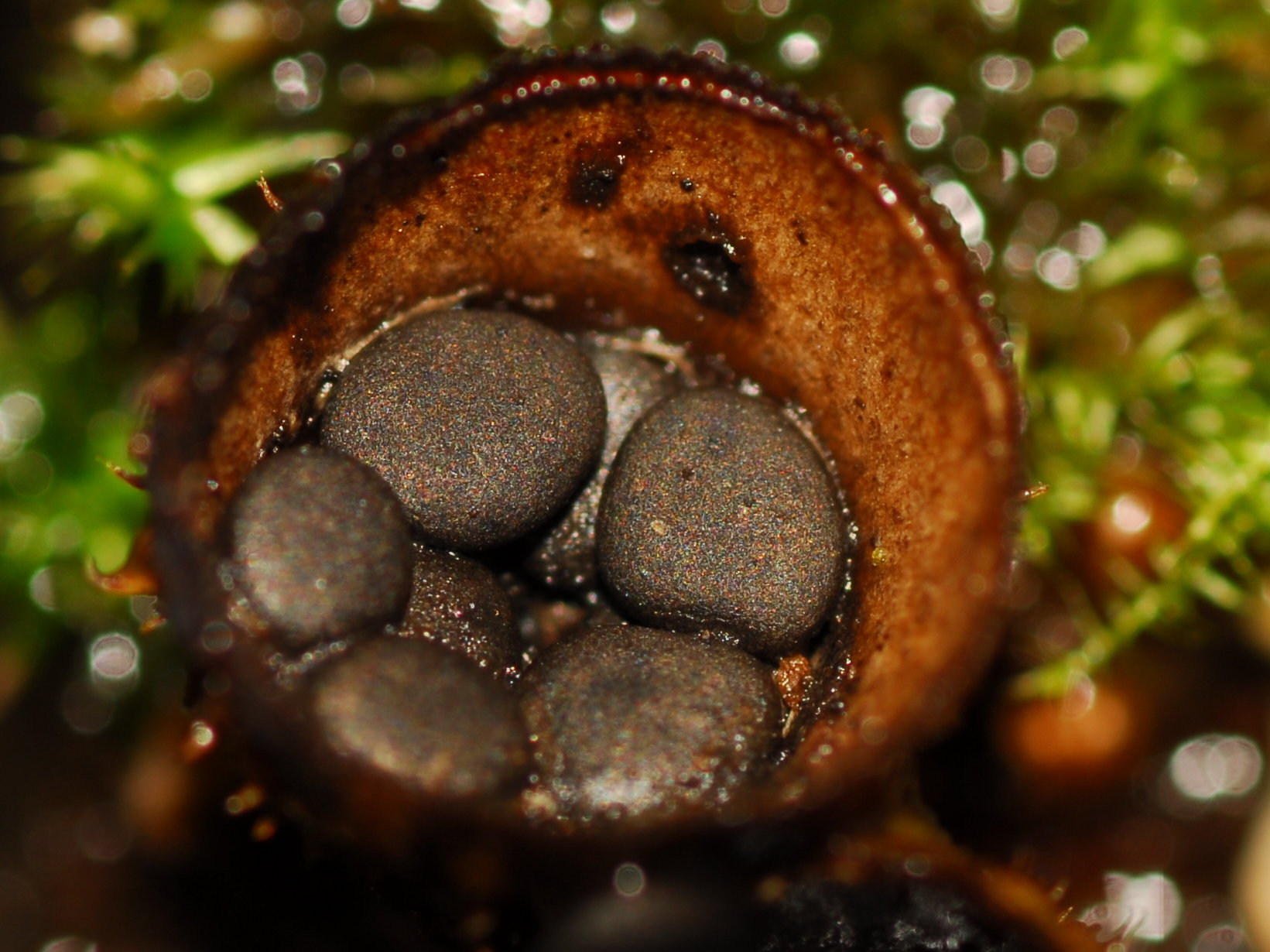
Cyathus stercoreus.

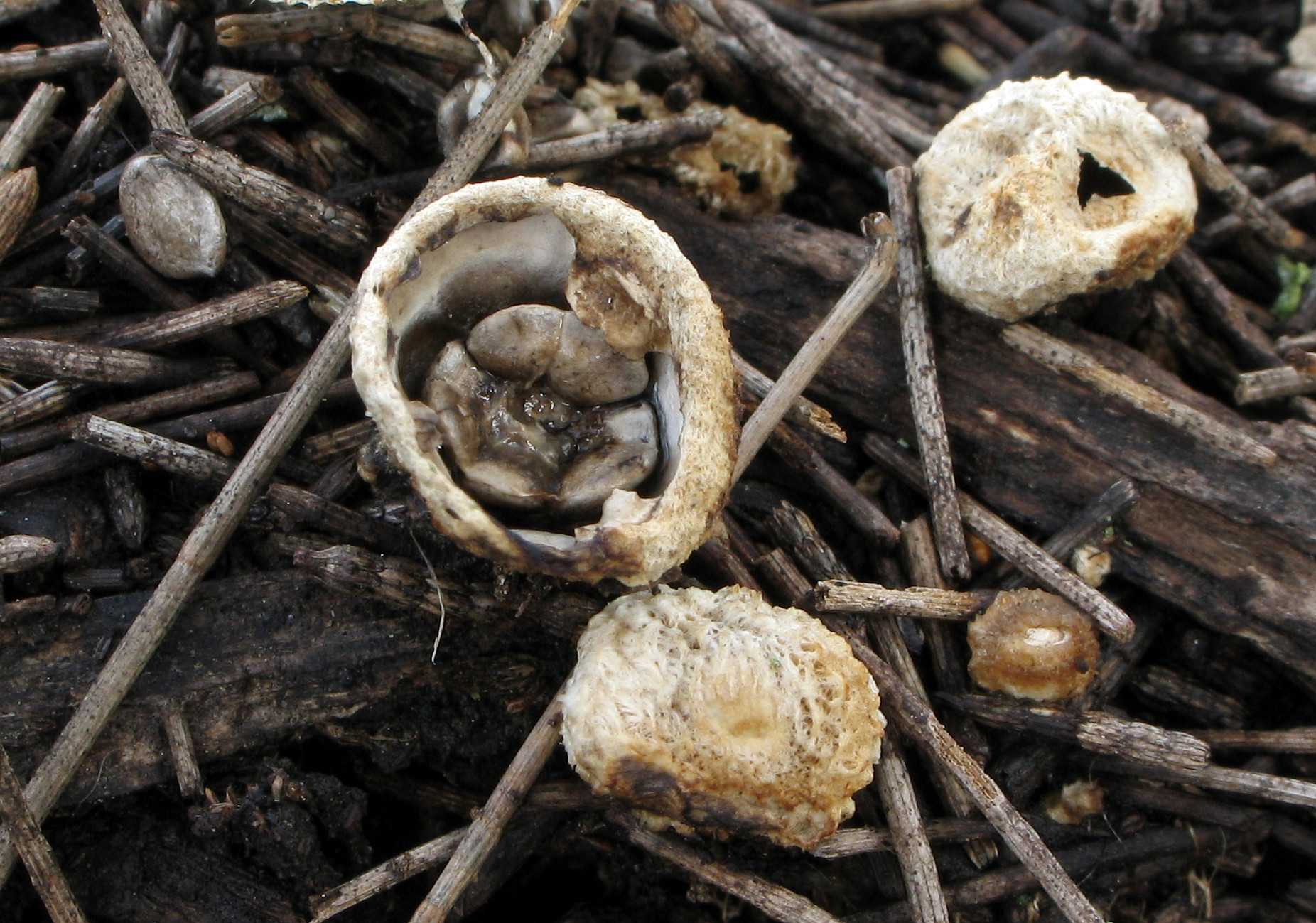
Cyathus pygmaeus.

| Especies autoridad                                        | Distribución | Dimensiones (mm de alto × mm de ancho) | Características | Tamaño de las esporas (µm) Forma                                          |
| Etimología                                                | Distribución | Dimensiones (mm de alto × mm de ancho) | Características | Tamaño de las esporas (µm) Forma                                          |
| --------------------------------------------------------- | --- | -------------------------------------- | --- | ------------------------------------------------------------------------- |
| C. africanus H.J. Brodie (1967)                           | monte Kilimanjaro (Tanzania) | 4-6 × 6-8                              | experidio sin pliegues, lanoso, vellos de igual longitud y agrupados en rizos apretados; endoperidio liso con crestas pequeñas o irregulares; peridiolos plateados, de 2-2.5 mm de diámetro, y con túnica | 6.5-8.5 × 8.5-12 ovoidales, con un apículo distintivo                     |
| L. (africano)                                             | monte Kilimanjaro (Tanzania) | 4-6 × 6-8                              | experidio sin pliegues, lanoso, vellos de igual longitud y agrupados en rizos apretados; endoperidio liso con crestas pequeñas o irregulares; peridiolos plateados, de 2-2.5 mm de diámetro, y con túnica | 6.5-8.5 × 8.5-12 ovoidales, con un apículo distintivo                     |
| C. amazonicus Trierveiler-pereira & Baseia (2009)         | Brasil | 9-11 × 5-7                             | experidio con pliegues finos, lanosos, vellos de color marrón amarillento; endoperidio con claros pliegues; peridiolos de 2-3 × 1.2-2 mm, de color gris oscuro y brillante | 14-19 × 12-16 subglubosas                                                 |
| L. (amazona)                                              | Brasil | 9-11 × 5-7                             | experidio con pliegues finos, lanosos, vellos de color marrón amarillento; endoperidio con claros pliegues; peridiolos de 2-3 × 1.2-2 mm, de color gris oscuro y brillante | 14-19 × 12-16 subglubosas                                                 |
| C. annulatus H.J. Brodie (1970)                           | Montañas Cypress | 7-10 × 7-12                            | basidiocarpo marrón pálido, cubierto con un exoperidio tomentoso; emplazamiento basal pequeño y visible; endoperidio beige pálido, brillante, ligeramente estriado; borde del peridio con profunda anillo marrón, de 0.5 mm de ancho; peridiolos de 1.5-1.75 mm, más o menos triangulares con túnica brillante | 15.5-17 × 15-19 elipsoidales a ovadas, o más o menos esféricas            |
|                                                           | Montañas Cypress | 7-10 × 7-12                            | basidiocarpo marrón pálido, cubierto con un exoperidio tomentoso; emplazamiento basal pequeño y visible; endoperidio beige pálido, brillante, ligeramente estriado; borde del peridio con profunda anillo marrón, de 0.5 mm de ancho; peridiolos de 1.5-1.75 mm, más o menos triangulares con túnica brillante | 15.5-17 × 15-19 elipsoidales a ovadas, o más o menos esféricas            |
| C. badius Kobayasi (1937)                                 | Japón | 8-10 × 6-8                             | exoperidio marrón oscuro, los basidiocarpos se originan en una base velluda de 3 mm de diámetro; peridiolos lenticulares, de 2.3 mm de longitud por 2 mm de ancho y 0.6-0.9 mm de grosor, de color plateado o plomizo, con túnica | 15-18 × 11-13                                                             |
| L. badius (marrón pálido)                                 | Japón | 8-10 × 6-8                             | exoperidio marrón oscuro, los basidiocarpos se originan en una base velluda de 3 mm de diámetro; peridiolos lenticulares, de 2.3 mm de longitud por 2 mm de ancho y 0.6-0.9 mm de grosor, de color plateado o plomizo, con túnica | 15-18 × 11-13                                                             |
| C. berkeleyanus (Tul. & C. Tul.) Lloyd (1906)             | distribución extendida en los trópicos: Indias Occidentales, la Florida, México, Bolivia, Brasil, archipiélago hawaiano                 | 6-8 × 4-6                              | exoperidio velludo en especímenes jóvenes, pero desaparece al envejecer, dejando una superficie lisa y con pliegues; superficie interior con pliegues; peridiolos de color marrón oscuro, 1.5-3 mm de diámetro y generalmente elípticos, con una túnica delgada | 6-9 × 4-7                                                                 |
|                                                           | distribución extendida en los trópicos: Indias Occidentales, la Florida, México, Bolivia, Brasil, archipiélago hawaiano                 | 6-8 × 4-6                              | exoperidio velludo en especímenes jóvenes, pero desaparece al envejecer, dejando una superficie lisa y con pliegues; superficie interior con pliegues; peridiolos de color marrón oscuro, 1.5-3 mm de diámetro y generalmente elípticos, con una túnica delgada | 6-9 × 4-7                                                                 |
| C. bulleri H.J. Brodie (1967)                             | Indias Occidentales, archipiélago hawaiano, México                                                                                      | 5-9 × 5-8                              | exoperidio con tomento fino y largo, que converge en vellos que apuntan hacia abajo, y presenta pliegues en la parte superior; superficie ectoperidal plateada y con pliegues; epifragma blanco y con penachos verticales de hifas; peridiolos 2-2.5 mm de diámetro con túnica gruesa, plateados cuando están jóvenes, pero de color marrón oscuro en la madurez | 5-8.5 esféricas                                                           |
|                                                           | Indias Occidentales, archipiélago hawaiano, México                                                                                      | 5-9 × 5-8                              | exoperidio con tomento fino y largo, que converge en vellos que apuntan hacia abajo, y presenta pliegues en la parte superior; superficie ectoperidal plateada y con pliegues; epifragma blanco y con penachos verticales de hifas; peridiolos 2-2.5 mm de diámetro con túnica gruesa, plateados cuando están jóvenes, pero de color marrón oscuro en la madurez | 5-8.5 esféricas                                                           |
| C. canna Lloyd (1906)                                     | regiones tropicales: Jamaica, Costa Rica, Barbados, México, Mauricio                                                                    | 7-8 × 6-8                              | exoperidio marrón oscuro, áspero y con tomento corto; superficie endoperidial lisa y de color blanco; peridiolos con túnica delgada en la parte superior | 7-9 más o menos esféricas                                                 |
| L. a partir del gr. canna (una caña)                      | regiones tropicales: Jamaica, Costa Rica, Barbados, México, Mauricio                                                                    | 7-8 × 6-8                              | exoperidio marrón oscuro, áspero y con tomento corto; superficie endoperidial lisa y de color blanco; peridiolos con túnica delgada en la parte superior | 7-9 más o menos esféricas                                                 |
| C. chevalieri Har. & Pat. (1909)                          | río Oubangui | superior a 20 × 5-7                    | semejante a C. striatus | 8 × 5 ovoides                                                             |
|                                                           | río Oubangui | superior a 20 × 5-7                    | semejante a C. striatus | 8 × 5 ovoides                                                             |
| C. colensoi Berk. (1855)                                  | Nueva Zelanda, Australia | 6-7 × 5-6                              | sombreros en forma de campana, lisos y con vellos finos apretados sobre el exoperidio; peridiolos de casi 2 mm | algunas son elipsoidales, de 10-12 × 8-10; otras son subglubosas, de 9-12 |
| W. Colenso                                                | Nueva Zelanda, Australia | 6-7 × 5-6                              | sombreros en forma de campana, lisos y con vellos finos apretados sobre el exoperidio; peridiolos de casi 2 mm | algunas son elipsoidales, de 10-12 × 8-10; otras son subglubosas, de 9-12 |
| C. confusus Tai & Hung (1948)                             | Yunán (China) | 11-17 × 5-9                            | superficie exterior velluda y de color canela claro; superficie interior lisa y de color pardo claro; túnica gruesa | 7-10 × 5-6.4 elípticas u obovadas                                         |
| L. confusus (confuso)                                     | Yunán (China) | 11-17 × 5-9                            | superficie exterior velluda y de color canela claro; superficie interior lisa y de color pardo claro; túnica gruesa | 7-10 × 5-6.4 elípticas u obovadas                                         |
| C. cornucopiodes T.X. Zhou & W. Ren (1992)                | China |                                        | | 7-10 × 6-8                                                                |
|                                                           | China |                                        | | 7-10 × 6-8                                                                |
| C. costatus Lloyd (1936)                                  | Puerto Rico | 2.5-3 mm de diámetro                   | exoperidio acanalados, con pliegues, cubierto con vellos oscuros y estrigosos; peridiolos pequeños (1 mm) y negros | 16-× 5- elípticas                                                         |
| L. costatus (acanalado)                                   | Puerto Rico | 2.5-3 mm de diámetro                   | exoperidio acanalados, con pliegues, cubierto con vellos oscuros y estrigosos; peridiolos pequeños (1 mm) y negros | 16-× 5- elípticas                                                         |
| C. crassimurus H.J. Brodie (1971)                         | Hawái | 5 × 6-7                                | basidiocarpos dorados, con pliegues y vellos externos; peridiolos radialmente arrugados y de marrón oscuro. Tiene una corteza de dos capas y esporas angostas y largas | 17-20 × 11-12 elipsoidales, con paredes gruesas (2.5-4 µm)                |
| L. crassus (grueso), murus (pared)                        | Hawái | 5 × 6-7                                | basidiocarpos dorados, con pliegues y vellos externos; peridiolos radialmente arrugados y de marrón oscuro. Tiene una corteza de dos capas y esporas angostas y largas | 17-20 × 11-12 elipsoidales, con paredes gruesas (2.5-4 µm)                |
| C. crispus H.J. Brodie (1974)                             | Ghana |                                        | basidiocarpos dorados y peridios con pliegues cubiertos de cordones amarrados de hifas en la superficie externa | 7-10 × 6-8                                                                |
|                                                           | Ghana |                                        | basidiocarpos dorados y peridios con pliegues cubiertos de cordones amarrados de hifas en la superficie externa | 7-10 × 6-8                                                                |
| C. earlei Lloyd (1906)                                    | tropical o subtropical: Cuba, Puerto Rico, México, Hawái                                                                                | 6-7 × 8                                | superficie exterior de color marrón oscuro, superficie interior plateada (casi blanca); tomento de vellos cortos; peridiolos de hasta 2 mm de ancho, túnica delgada en la parte superior | 12 × 10 to 22 × 12                                                        |
| F.S. Earle                                                | tropical o subtropical: Cuba, Puerto Rico, México, Hawái                                                                                | 6-7 × 8                                | superficie exterior de color marrón oscuro, superficie interior plateada (casi blanca); tomento de vellos cortos; peridiolos de hasta 2 mm de ancho, túnica delgada en la parte superior | 12 × 10 to 22 × 12                                                        |
| C. ellipsoideus H.J. Brodie (1974)                        | Mysore (India) |                                        | basidiocarpos de tonos claros y son pliegues; peridiolos y esporas con un contorno elipsoidal | 7-10 × 6-8                                                                |
|                                                           | Mysore (India) |                                        | basidiocarpos de tonos claros y son pliegues; peridiolos y esporas con un contorno elipsoidal | 7-10 × 6-8                                                                |
| C. elmeri Bres.                                           | Filipinas | 7-10 × 7-9                             | peridiolos de color gris ceniza, polvorientos, de 1.3-1.5 mm de diámetro; túnica delgada (100-150 µm de grosor) | 18-22 × 10-12 elipsoidales                                                |
| A.D.E. Elmer                                              | Filipinas | 7-10 × 7-9                             | peridiolos de color gris ceniza, polvorientos, de 1.3-1.5 mm de diámetro; túnica delgada (100-150 µm de grosor) | 18-22 × 10-12 elipsoidales                                                |
| C. fimicola Berk. (1881)                                  | Puerto Rico, México | 2-3 × 4-5                              | basidiocarpos claros, con vellos entrelazados y estrigosos; peridiolos pequeños, negros y de 1.5 mm de longitud | 8 × 16                                                                    |
|                                                           | Puerto Rico, México | 2-3 × 4-5                              | basidiocarpos claros, con vellos entrelazados y estrigosos; peridiolos pequeños, negros y de 1.5 mm de longitud | 8 × 16                                                                    |
| C. gayanus Tul. & C. Tul. (1844)                          | Chile, Costa Rica, Jamaica, Venezuela                                                                                                   | 153 × 5-6                              | basidiocarpos angostos, cónicos, de color marrón oscuro; superficie interior estriado; superficie exterior con pocas estrías; peridiolos negros, 3 mm con pared exterior gruesa | 20-32 más o menos esféricas                                               |
| C. Gay                                                    | Chile, Costa Rica, Jamaica, Venezuela                                                                                                   | 153 × 5-6                              | basidiocarpos angostos, cónicos, de color marrón oscuro; superficie interior estriado; superficie exterior con pocas estrías; peridiolos negros, 3 mm con pared exterior gruesa | 20-32 más o menos esféricas                                               |
| C. gracilis H.J. Brodie (1973)                            | Luzón (Filipinas); Brasil | 4-7 × 8-10                             | peridios delgados, obcónicos, de paredes finas (0.2-0.4 mm); superficie exterior de color rojizo, cubierta con mechones cónicos de vellos, sin pliegues; superficie interna es del mismo color que la externa o más clara; epifragma de color pardo claro con los pelos marrones; peridiolos circulares y de 2 mm de diámetro | 20 × 10 elipsoidales                                                      |
| L. gracilis (delgado)                                     | Luzón (Filipinas); Brasil | 4-7 × 8-10                             | peridios delgados, obcónicos, de paredes finas (0.2-0.4 mm); superficie exterior de color rojizo, cubierta con mechones cónicos de vellos, sin pliegues; superficie interna es del mismo color que la externa o más clara; epifragma de color pardo claro con los pelos marrones; peridiolos circulares y de 2 mm de diámetro | 20 × 10 elipsoidales                                                      |
| C. griseocarpus H.J. Brodie (1984)                        | |                                        | |                                                                           |
|                                                           | |                                        | |                                                                           |
| C. helenae H.J. Brodie (1966)                             | regiones alpinas y boreales, y zonas áredas de Idaho; Bradil                                                                            |                                        | | 15-19 × 12-14                                                             |
|                                                           | regiones alpinas y boreales, y zonas áredas de Idaho; Bradil                                                                            |                                        | | 15-19 × 12-14                                                             |
| C. hirtulus B. Liu & Y.M. Li (1989)                       | |                                        | | 18-25.5 × 7.5-9                                                           |
|                                                           | |                                        | | 18-25.5 × 7.5-9                                                           |
| C. hookeri Berk. (1854)                                   | la India, Nueva Zelandia, Yunán (China)                                                                                                 | superior a 14 × 10                     | forma de campana | 7-10 × 6-8                                                                |
| J. Hooker                                                 | la India, Nueva Zelandia, Yunán (China)                                                                                                 | superior a 14 × 10                     | forma de campana | 7-10 × 6-8                                                                |
| C. intermedius (Mont.) Tul. & C. Tul. (1844)              | Indias Occidentales, la Florida, México, Venezuela, Colombia, Filipinas                                                                 | 8-9 × 7-8                              | basidiocarpos de color beige pálido, cuando es joven está cubierto con tomento agrupado en nódulos; peridiolos de unos 2 mm de diámetro, con una túnica delgada | 10-× 16 elípticas                                                         |
| L. inter (inter), medius (medio)                          | Indias Occidentales, la Florida, México, Venezuela, Colombia, Filipinas                                                                 | 8-9 × 7-8                              | basidiocarpos de color beige pálido, cuando es joven está cubierto con tomento agrupado en nódulos; peridiolos de unos 2 mm de diámetro, con una túnica delgada | 10-× 16 elípticas                                                         |
| C. jiayuguanensis J. Yu, T.X. Zhou & L.Z. Zhao (2002)     | |                                        | | 7-10 × 6-8                                                                |
|                                                           | |                                        | | 7-10 × 6-8                                                                |
| C. julietae H.J. Brodie (1967)                            | Jamaica | 7-8 × 7-8                              | basidiocarpos de color marrón claro o amarillo, obcónicos con lados rectos, de paredes delgadas; exoperidio sin pliegues, cubierto de vellos muy finos; pared interior lisa y brillante; emplazamiento basal angosto; epifragma marrón claro o amarillento; peridiolos negros, elípticos, arrugados en la superficie superior y de 1.5-1.75 mm de longitud; túnica fina, corteza de una sola capa | 5-9 × 5-7 subglubosas a elipsoidales, de paredes delgadas                 |
| L. a partir del nombre propio Julieta                     | Jamaica | 7-8 × 7-8                              | basidiocarpos de color marrón claro o amarillo, obcónicos con lados rectos, de paredes delgadas; exoperidio sin pliegues, cubierto de vellos muy finos; pared interior lisa y brillante; emplazamiento basal angosto; epifragma marrón claro o amarillento; peridiolos negros, elípticos, arrugados en la superficie superior y de 1.5-1.75 mm de longitud; túnica fina, corteza de una sola capa | 5-9 × 5-7 subglubosas a elipsoidales, de paredes delgadas                 |
| C. lanatus (H.J. Brodie) R.L. Zhao (2007)                 | |                                        | | 7-10 × 6-8                                                                |
|                                                           | |                                        | | 7-10 × 6-8                                                                |
| C. lijiangensis T.X. Zhou & R.L. Zhao (2004)              | China | 6-9 × 3-6                              | superficie obcónicas o en forma de embudo, exterior cubierto por vellos angostos grisáceos o blancos; mechones con pliegues por dentro y por fuera, bordes no setosos; peridiolos de 1.5-2 × 1.5-1.8 mm, deprimidos, muy redondeados o elipsoidales | 15.5-18.5 × 11-15                                                         |
|                                                           | China | 6-9 × 3-6                              | superficie obcónicas o en forma de embudo, exterior cubierto por vellos angostos grisáceos o blancos; mechones con pliegues por dentro y por fuera, bordes no setosos; peridiolos de 1.5-2 × 1.5-1.8 mm, deprimidos, muy redondeados o elipsoidales | 15.5-18.5 × 11-15                                                         |
| C. limbatus Tul. & C. Tul. (1844)                         | Guayana británica, Indias Occidentales, China, la India, África, Sudamérica, archipiélago hawaiano, islas del Pacífico                  | 7-10 × 6-7                             | basidiocarpos de color marrón oscuro, superficies interior y exterior con pliegues; peridiolos de 2 mm de ancho o más, brillantes y de color marrón oscuro a negro. Sinónimo de C. cheliensis | 16-22 × 10-12                                                             |
| L. limbatus (reducido, o con flecos)                      | Guayana británica, Indias Occidentales, China, la India, África, Sudamérica, archipiélago hawaiano, islas del Pacífico                  | 7-10 × 6-7                             | basidiocarpos de color marrón oscuro, superficies interior y exterior con pliegues; peridiolos de 2 mm de ancho o más, brillantes y de color marrón oscuro a negro. Sinónimo de C. cheliensis | 16-22 × 10-12                                                             |
| C. luxiensis T.X. Zhou, J. Yu & Y. Hui Chen (2003)        | China |                                        | | 7-10 × 6-8                                                                |
|                                                           | China |                                        | | 7-10 × 6-8                                                                |
| C. microsporus Tul. & C. Tul. (1844)                      | La Española, Cuba, Costa Rica, Jamaica, archipiélago hawaiano, la Florida                                                               | 5-7 × 6-8                              | basidiocarpos obcónicos, exoperidio sin pliegues, a veces se observa velludo; endoperidio liso o con crestas pequeñas, pero no pliegues; peridiolos negros, de aproximadamente 2 mm | 5-6 × 4                                                                   |
| Gr. mikros (pequeño), spora (semilla)                     | La Española, Cuba, Costa Rica, Jamaica, archipiélago hawaiano, la Florida                                                               | 5-7 × 6-8                              | basidiocarpos obcónicos, exoperidio sin pliegues, a veces se observa velludo; endoperidio liso o con crestas pequeñas, pero no pliegues; peridiolos negros, de aproximadamente 2 mm | 5-6 × 4                                                                   |
| C. minimus Pat.                                           | China | 4-5 × 4                                | exoperidios cubiertos de vellos dirigidos hacia abajo; superficie interior lisa; peridiolos de aproximadamente 1 mm, con una túnica delgada; corteza de capas individuales, 50 µm de grosor. | 18-20 × 10-12                                                             |
| L. minimus (pequeñísimo)                                  | China | 4-5 × 4                                | exoperidios cubiertos de vellos dirigidos hacia abajo; superficie interior lisa; peridiolos de aproximadamente 1 mm, con una túnica delgada; corteza de capas individuales, 50 µm de grosor. | 18-20 × 10-12                                                             |
| C. montagnei Tul. & C. Tul. (1844)                        | Brasil, Indias Occidentales, América Central, Venezuela, República Democrática del Congo, Filipinas, Tailandia                          | 7-10 × 8                               | basidiocarpos de color marrón oscuro, desapareciendo al envejecer; hirsuto exterior, con pocos pliegues; paredes interiores de color plateado y muchos pliegues. Peridiolos brillantes y negros, con una túnica fina; la corteza es de una capa, pero pueden aparecer dos capas | 20 × 12 elipsoidales                                                      |
| Jean P. Montagne                                          | Brasil, Indias Occidentales, América Central, Venezuela, República Democrática del Congo, Filipinas, Tailandia                          | 7-10 × 8                               | basidiocarpos de color marrón oscuro, desapareciendo al envejecer; hirsuto exterior, con pocos pliegues; paredes interiores de color plateado y muchos pliegues. Peridiolos brillantes y negros, con una túnica fina; la corteza es de una capa, pero pueden aparecer dos capas | 20 × 12 elipsoidales                                                      |
| C. nigroalbus Lloyd (1906)                                | Samoa, Fiyi |                                        | | 7-10 × 6-8                                                                |
|                                                           | Samoa, Fiyi |                                        | | 7-10 × 6-8                                                                |
| C. novae-zeelandiae Tul. & C. Tul. (1844)                 | Nueva Zelanda |                                        | | 7-10 × 6-8                                                                |
|                                                           | Nueva Zelanda |                                        | | 7-10 × 6-8                                                                |
| C. olivaceobrunneus Tai & Hung (1948)                     | Yunán (China) | 7-8 × 6                                | | 16-19 × 8.6-10 elípiticas, redondeadas en ambos extremos                  |
| L. oliva (oliva), brunneus (marrón)                       | Yunán (China) | 7-8 × 6                                | | 16-19 × 8.6-10 elípiticas, redondeadas en ambos extremos                  |
| C. olla (Batsch) Pers. (1801)                             | distribución extendida | 10-15 × 8-10                           | basidiocarpos acampanadas en la abertura; exoperidio gris, con textura fina; endoperidio liso; peridiolos grandes, de hasta 3.5 de ancho, de forma irregular y con túnica | 10-14 × 6-8                                                               |
| L. olla (cuenco)                                          | distribución extendida | 10-15 × 8-10                           | basidiocarpos acampanadas en la abertura; exoperidio gris, con textura fina; endoperidio liso; peridiolos grandes, de hasta 3.5 de ancho, de forma irregular y con túnica | 10-14 × 6-8                                                               |
| C. pallidus Berk. & M.A. Curtis (1868)                    | Indias Occidentales, México, Sudamérica (especialmente Brasil y Perú), los Estados Unidos (Georgia y la Florida), archipiélago hawaiano | 5-7 × 5-7                              | basidiocarpos en forma de crisol, de color pardo claro; peridios de paredes finas y friables; exoperidios cubiertos de vellos largos doblada hacia abajo; peridiolos de color gris oscuro a negro; 2 mm de diámetro, con una túnica delgada | 7.5-15 × 4-8.5 principalmente elipsoides                                  |
| L. pallidus (color pardo)                                 | Indias Occidentales, México, Sudamérica (especialmente Brasil y Perú), los Estados Unidos (Georgia y la Florida), archipiélago hawaiano | 5-7 × 5-7                              | basidiocarpos en forma de crisol, de color pardo claro; peridios de paredes finas y friables; exoperidios cubiertos de vellos largos doblada hacia abajo; peridiolos de color gris oscuro a negro; 2 mm de diámetro, con una túnica delgada | 7.5-15 × 4-8.5 principalmente elipsoides                                  |
| C. pictus H.J. Brodie (1971)                              | México | 8-9 × 5                                | superficie exterior de vellos finos y agrupadis en pequeños montículos; es marrón canela cuando está seco, pero marrón oscuro en la humedadad; la abertura tiene una banda de color rojo-marrón claro (0.2-0.3 mm wide) inmediatamente bajo el borde; pared interior lisa, sin pliegue, de color gris plomo; emplazamiento grande (7 mm); peridiolos negros, de forma irregular (1.75-2 mm de ancho × 2-2.5 mm de longitud), situados en lo profundo del sombrero, con una depresión en la parte superior; sin túnica | 26-32 glubosas                                                            |
| L. picted (pintado)                                       | México | 8-9 × 5                                | superficie exterior de vellos finos y agrupadis en pequeños montículos; es marrón canela cuando está seco, pero marrón oscuro en la humedadad; la abertura tiene una banda de color rojo-marrón claro (0.2-0.3 mm wide) inmediatamente bajo el borde; pared interior lisa, sin pliegue, de color gris plomo; emplazamiento grande (7 mm); peridiolos negros, de forma irregular (1.75-2 mm de ancho × 2-2.5 mm de longitud), situados en lo profundo del sombrero, con una depresión en la parte superior; sin túnica | 26-32 glubosas                                                            |
| C. poeppigii Tul. & C. Tul. (1844)                        | regiones cálidas: Indias Occidentales, Sudamérica, archipiélago hawaiano, Asia, África, China, la Florida                               | 6-8 × 6                                | basidiocarpos estrechamente obcónicos, peludos, de color marrón rojizo a marrón oscuro, casi negro al envececer; las superficies interior y exterior tiene pliegues profundos; peridiolos negros y brillante. Sinónimo de C. megasporus | 30-42 × 20-28 elípticas                                                   |
| E. Poeppig                                                | regiones cálidas: Indias Occidentales, Sudamérica, archipiélago hawaiano, Asia, África, China, la Florida                               | 6-8 × 6                                | basidiocarpos estrechamente obcónicos, peludos, de color marrón rojizo a marrón oscuro, casi negro al envececer; las superficies interior y exterior tiene pliegues profundos; peridiolos negros y brillante. Sinónimo de C. megasporus | 30-42 × 20-28 elípticas                                                   |
| C. pullus Tai & Hung (1948)                               | Yunán (China) |                                        | | 7-10 × 6-8                                                                |
|                                                           | Yunán (China) |                                        | | 7-10 × 6-8                                                                |
| C. pygmaeus Lloyd (1906)                                  | los Estados Unidos: Washington, Idaho, Nevada, Oregón, California; Santiago (Chile)                                                     | 4-4.5 × 3.5-4                          | exoperidio marrón grisáceo, liso, con vellos pensados; peridiolos de aproximadamente 1 mm, con túnica delgada. Sinónimo de C. gansuensis | 12-14 × 8-9                                                               |
| L. pygmaeus (enano)                                       | los Estados Unidos: Washington, Idaho, Nevada, Oregón, California; Santiago (Chile)                                                     | 4-4.5 × 3.5-4                          | exoperidio marrón grisáceo, liso, con vellos pensados; peridiolos de aproximadamente 1 mm, con túnica delgada. Sinónimo de C. gansuensis | 12-14 × 8-9                                                               |
| C. renweii T.X. Zhou & R.L. Zhao (2004)                   | China | 8-10 × 5-6                             | basidiocarpos obcónicos o en forma de copa; superficie exterior marrón, con vellos de color amarillento a rosáceo y mechones angostos, muy plegadas; peridiolos de 2 mm de diámetro | 21-31 × 10.5-13.5 elipsoidales                                            |
|                                                           | China | 8-10 × 5-6                             | basidiocarpos obcónicos o en forma de copa; superficie exterior marrón, con vellos de color amarillento a rosáceo y mechones angostos, muy plegadas; peridiolos de 2 mm de diámetro | 21-31 × 10.5-13.5 elipsoidales                                            |
| C. rudis Pat. (1924)                                      | Nueva Caledonia, isla de Ambon | 5-10 × 5-8                             | basidiocarpos cónicos; superficie exterior con vellos rojizos de la misma longitud; superficie interior estriada y de color blanco plateado; peridiolos de color negro-marrón, de 1 mm de ancho y con túnica delgada | 9-12 × 5 elípticas                                                        |
|                                                           | Nueva Caledonia, isla de Ambon | 5-10 × 5-8                             | basidiocarpos cónicos; superficie exterior con vellos rojizos de la misma longitud; superficie interior estriada y de color blanco plateado; peridiolos de color negro-marrón, de 1 mm de ancho y con túnica delgada | 9-12 × 5 elípticas                                                        |
| C. setosus H.J. Brodie (1967)                             | Santa Lucía, Trinidad, Guadalupe, Jamaica, México, Bolivia                                                                              | 8-10 × 7-8                             | basidiocarpos con abertura rígida, cerdas negras 0.5-1 mm de longitud; superficie exterior con vellos finos y apretados, y algunos enredados; superficie interior plateada y con pocos pliegues; emplazamiento basal estrecho (1.5-2 mm de ancho); epifragma delgada, de color blanco a beige pálido; peridiolos angulares, negros, brillantes, de 2.5 de ancho o más | 17-24 × 10-14                                                             |
| L. setosus (erizado o peludo)                             | Santa Lucía, Trinidad, Guadalupe, Jamaica, México, Bolivia                                                                              | 8-10 × 7-8                             | basidiocarpos con abertura rígida, cerdas negras 0.5-1 mm de longitud; superficie exterior con vellos finos y apretados, y algunos enredados; superficie interior plateada y con pocos pliegues; emplazamiento basal estrecho (1.5-2 mm de ancho); epifragma delgada, de color blanco a beige pálido; peridiolos angulares, negros, brillantes, de 2.5 de ancho o más | 17-24 × 10-14                                                             |
| C. sinensis Imazeki (1950)                                | islas de Kyūshū (Japón) | 5-6 × 2.5-5                            | peridios con forma obcónico, superficie exoperidial lanosas (con mechones de vello), de color marrón canela; superficie interior lisa y de color plomo blanco; peridiolos grises, de 1.3 mm de ancho y 0.5 mm de grosor | 12.5-18.5 × 8.3-10.3 elipsoidales                                         |
| L.sinensis (chino)                                        | islas de Kyūshū (Japón) | 5-6 × 2.5-5                            | peridios con forma obcónico, superficie exoperidial lanosas (con mechones de vello), de color marrón canela; superficie interior lisa y de color plomo blanco; peridiolos grises, de 1.3 mm de ancho y 0.5 mm de grosor | 12.5-18.5 × 8.3-10.3 elipsoidales                                         |
| C. stercoreus (Schwein.) De Toni (1888)                   | a nivel mundial |                                        | | 7-10 × 6-8                                                                |
| L. stercorarius (estercolero)                             | a nivel mundial |                                        | | 7-10 × 6-8                                                                |
| C. striatus (Huds.) Willd. (1787)                         | extendida en las regiones templadas; Europa, América, la India, Japón, China, México                                                    |                                        | | 18-20 × 8-10                                                              |
|                                                           | extendida en las regiones templadas; Europa, América, la India, Japón, China, México                                                    |                                        | | 18-20 × 8-10                                                              |
| C. subglobisporus R.L. Zhao, Desjardin & K.D. Hyde (2008) | norte de Tailandia |                                        | basidiocarpos de color marfil y cubiertos de vellos hirsutos, superficie interna del peridio con pliegues y basidiosporas subglubosas | 7-10 × 6-8                                                                |
|                                                           | norte de Tailandia |                                        | basidiocarpos de color marfil y cubiertos de vellos hirsutos, superficie interna del peridio con pliegues y basidiosporas subglubosas | 7-10 × 6-8                                                                |
| C. triplex Lloyd (1906)                                   | Indias Occidentales, la Florida, Venezuela, Hawái, Filipinas, Tailandia                                                                 | 5-6 × 5                                | superficie exterior lisa, cubierta de pelos duras; superficie interior lisa y de color blanco plateado; peridiolos de 2 mm con túnica muy fina | 16-22 × 12-14 elipsoidales                                                |
| L. triplex (triple)                                       | Indias Occidentales, la Florida, Venezuela, Hawái, Filipinas, Tailandia                                                                 | 5-6 × 5                                | superficie exterior lisa, cubierta de pelos duras; superficie interior lisa y de color blanco plateado; peridiolos de 2 mm con túnica muy fina | 16-22 × 12-14 elipsoidales                                                |
| C. yunnanensis B. Liu & Y.M. Li (1989)                    | China |                                        | | 14.5-22.5 × 10.5-18                                                       |
|                                                           | China |                                        | | 14.5-22.5 × 10.5-18                                                       |

## Hábitat y distribución
Normalmente, los basidiocarpos crecen en grupos y sobre la madera muerta o en descomposición, o en fragmentos leñosos sobre estiércol de caballo o vaca. Las especies que prefieren el estiércol (coprofílicas) incluyen C. stercoreus, C. costatus, C. fimicola y C. pygmaeus. Algunas especies se han encontrado en detritos leñosos —como muertos tallos herbáceas—, conchas vacías, cáscaras de frutos secos o restos de fibras, como el coco, yute o tejido de cáñamo en esteras, sacos o tela. En la naturaleza, los basidiocarpos crecen en lugares húmedos, parcialmente bajo la sombra, como el límite arbóreo en senderos o alrededor de los claros en los bosques. Se encuentran con menos frecuencia en la vegetación densa y musgos profundos, ya que estos entornos podrían interferir con la dispersión de los peridiolos en la caída de gotas de agua. La aparición de basidiocarpos depende en gran medida de las características del entorno durante el crecimiento inmediato; en concreto, condiciones óptimas de temperatura, humedad y disponibilidad de nutrientes son factores más importantes para que la fructificación tenga lugar que la amplia zona geográfica o la estación del año. C. striatus y C. stercoreus son ejemplos de la capacidad de Cyathus para habitar en ambientes un tanto inhóspitos, ya que pueden sobrevivir a la sequía y el frío del invierno en las zonas templadas de América del Norte, y la especie C. helenae se ha encontrado creciendo sobre plantas alpinas muertas a una altitud de 2100 m (7000 ft).

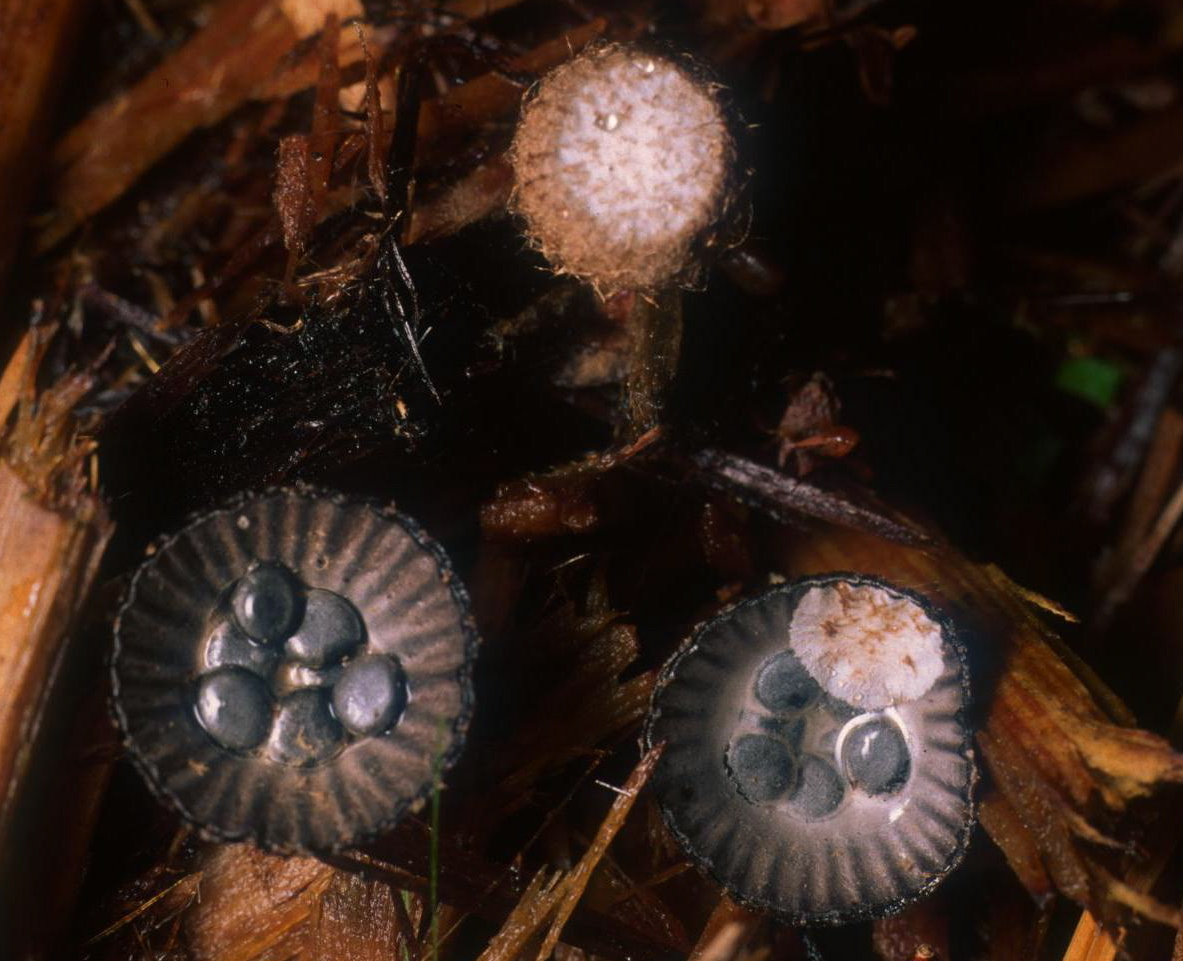
Cyathus poeppigii, especie tropical.

En general, las especies de Cyathus tienen una distribución geográfica mundial, pero raramente se las encuentra en el ártico y subártico. Una de las especies más conocidas, C. striatus, tiene una distribución circumpolar y se encuentra en casi todas las regiones templadas, mientras que  C. poeppigii (morfológicamente similar) está muy extendido en las zonas tropicales, raras veces en los subtrópicos y nunca en las regiones templadas. La mayoría de las especies son nativas de regiones cálidas. Por ejemplo, aunque se han documentado veinte especies diferentes en los Estados Unidos y Canadá, solo ocho son frecuentes; por otro lado, pueden encontrarse veinticinco especies con regularidad en las Indias Occidentales, y en las islas hawaianas solo hay once especies. Algunas especies parecen ser endémicas en ciertas regiones, como C. novas-zeelandiae, encontrado en Nueva Zelanda, o C. crassimurus, que solo habita en Hawái. No obstante, es probable que este aparente endemismo sea resultado de una falta de colecciones, en lugar de una diferencia en el hábitat que podría constituir una barrera en la expansión geográfica. C. stercoreus (generalizada en los trópicos y la mayor parte de las regiones templada) raramente se encuentra en Europa; esto ha dado lugar a su aparición en una serie de listas rojas. Por ejemplo, se considera en peligro de extinción en Bulgaria, Dinamarca y Montenegro, y «casi amenazada» en Gran Bretaña. El descubrimiento de una especie en ámbar dominicano (C. dominicanus) indica que la forma básica de este hongo ya había evolucionado en la era Cretácica y que el grupo taxonómico se había diversificado por la mitad del Cenozoico.

## Ciclo de vida
En Cyathus, el ciclo de vida se divide en las fases haploide y diploide, algo común en los taxones basidiomicetos que pueden reproducirse tanto asexual (a través de esporas vegetativas) como sexualmente (con la meiosis). Como otros hongos que habitan sobre madera en descomposición, se puede considerar que el ciclo de vida comprende dos fases funcionalmente diferentes: la etapa vegetativa por propagación de micelios y la etapa reproductiva por el crecimiento de estructuras productoras de esporas, los basidiocarpos. La etapa vegetativa abarca aquellas fases del ciclo de vida involucradas con la germinación, propagación y supervivencia del micelio. Las esporas germinan en condiciones óptimas de humedad y temperatura, y se convierten en ramificaciones filamentosas (llamadas hifas) que poco a poco salen de las fisuras de la madera podrida como raíces. Estas hifas son homocariotas —es decir, que contienen un único núcleo en cada compartimiento—; aumentan en longitud al añadir material de la pared celular a una punta de crecimiento. A medida que estas se expanden se producen nuevos puntos de crecimiento, hasta que se desarrolla una red llamada el micelio. El crecimiento micelial se produce por mitosis y la síntesis de biomasa por las hifas. Cuando dos hifas homocariotas de diferentes grupos de compatibilidad reproductiva se fusionan entre sí, forman un micelio dicariótico en un proceso conocido como plasmogamia. Las condiciones previas para la supervivencia y colonización del micelio en un sustrato (como la madera podrida) incluyen humedad adecuada y disponibilidad de nutrientes. En Cyathus, la mayoría de las especies son saprofitas, por lo que el crecimiento micelial en madera de la descomposición es posible gracias a la secreción de enzimas que degradan polisacáridos complejos (como celulosa y lignina) en azúcares simples que pueden utilizar como nutrientes. Luego de un tiempo, y en las condiciones ambientales adecuadas, los micelios dicarióticos pueden entrar en la etapa reproductiva del ciclo de vida. La formación de basidiocarpos es influenciada por factores externos, como la temporada del año (que afecta a la temperatura y humedad del aire), nutrientes y luz solar. Cuando se desarrollan los basidiocarpos producen peridiolos que contienen los basidios, a partir de estos nacerán nuevos basidiosporas. Los basidios jóvenes contienen un par de núcleos haploides sexualmente compatibles que se fusionan entre sí; el núcleo diploide resultante de la fusión experimenta meiosis para producir basidiosporas, cada una con un núcleo haploide. El micelio dicariótico produce los basidiocarpos tiene larga duración, y continuará produciéndolas en las sucesivas generaciones de basidiocarpos, siempre y cuando las condiciones ambientales sean favorables.

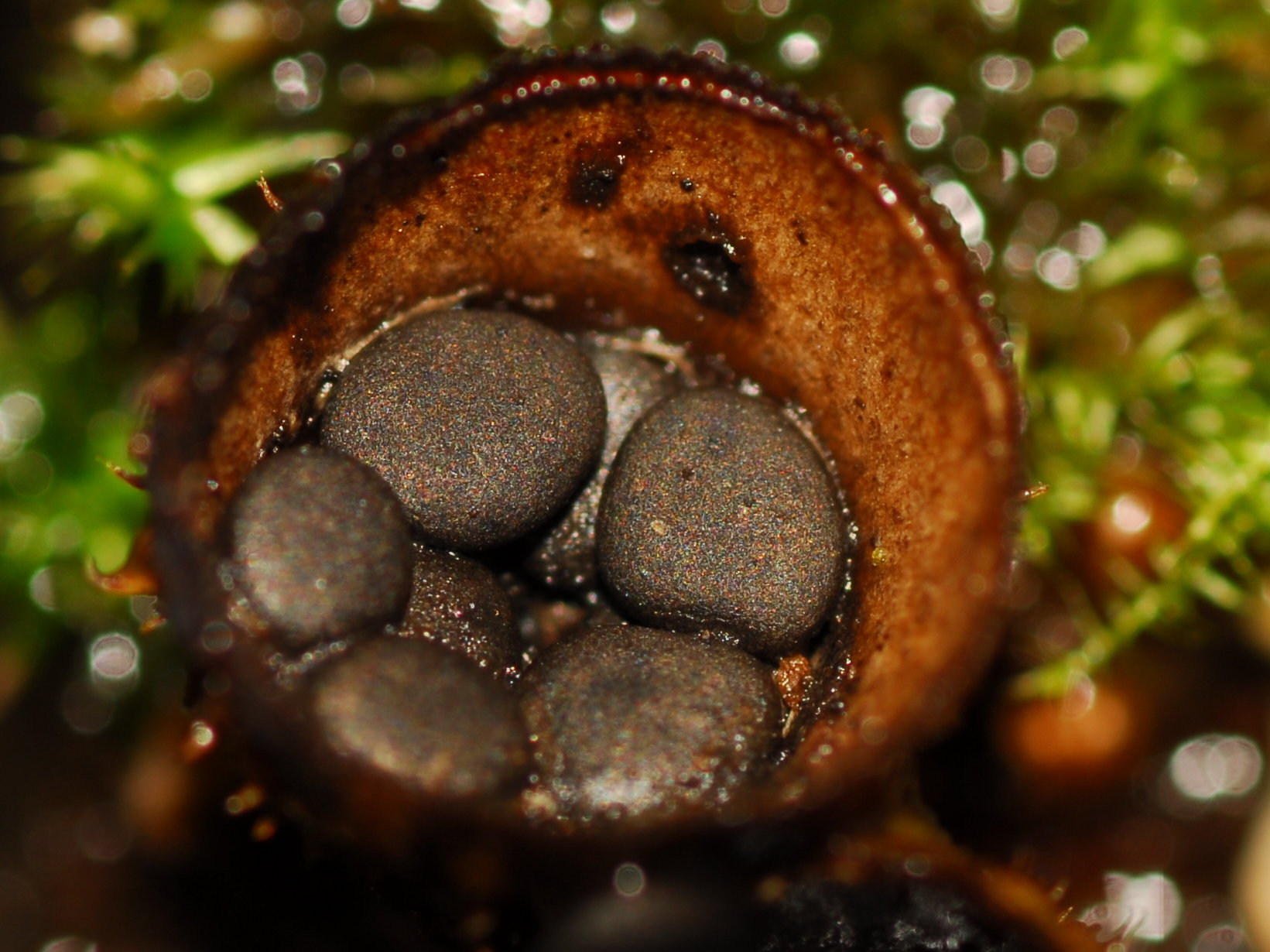
Basidiocarpo de Cyathus stercoreus.

El desarrollo de los basidiocarpos de estos hongos se ha estudiado en cultivos de laboratorio; por ejemplo, Cyathus stercoreus se ha utilizado para estos estudios debido a la facilidad con la que puede cultivarse experimentalmente. En 1958, el micólgo E. Garnett fue el primero en demostrar que el desarrollo y la formación de los basidiocarpos son parcialmente dependientes de la intensidad de la luz solar que recibe. Por ejemplo, se necesita que el micelio heterocariótico se exponga directamente a la luz para que se produzca la fructificación y, además, esta luz tiene que estar en una longitud de onda inferior a los 530 nm. La exposición continua a la luz no es necesaria para el desarrollo del basidiocarpo; luego que el micelio ha alcanzado cierto grado de madurez, solo es necesaria una breve exposición a la luz —los basidiocarpos no tendrán problemas de crecimiento incluso si fueron mantenidos en la oscuridad posteriormente—. En 1965, Benjamin Lu sugirió que ciertas condiciones de crecimiento —como una escasez de nutrientes disponibles— altera el metabolismo del hongo para producir un hipotético «precursor fotorreceptor», lo que permite el crecimiento de los basidiocarpos sea estimulado por la luz. Los hongos son positivamente fotótrofos, es decir que orientará sus basidiocarpos en la dirección de la fuente de luz. El tiempo requerido para desarrollar los basidiocarpos depende ciertos factores, como la temperatura, o la disponibilidad y el tipo de nutrientes, pero en general «la mayoría de especies cultivadas en laboratorio fructifican [a una temperatura] cerca[na] de los 25 °C, a partir de 18 a 40 días».

## Dispersión de las esporas
Al igual que otros taxones en Nidulariaceae, la dispersión de las esporas de las especies de Cyathus ocurre cuando el agua cae sobre el basidiocarpo. La forma de este posibilita que la energía cinética de una gota de lluvia se redirija hacia arriba y ligeramente hacia afuera a través de la inclinación de la pared del sombrero, que es constantemente de 70-75° desde una perspectiva horizontal. La acción expulsa los peridiolos hacia el exterior de la llamada «copa de chapoteo», donde pueden romperse y esparcir las esporas en el interior, o ser consumidos y dispersados por los animales luego de pasar a través del tracto digestivo. Este método de dispersión de esporas en Nidulariaceae fue comprobado experimentalmente por George Willard Martin en 1924, y posteriormente por Arthur Henry Reginald Buller, quien utilizó a Cyathus striatus como especie modelo para investigar científicamente el fenómeno. Las principales conclusiones de Buller sobre la dispersión de esporas fueron resumidas por su estudiante de doctorado Harold J. Brodie, quien realizó varios de estos experimentos sobre la copa de chapoteo:

Raindrops cause the peridioles of the Nidulariaceae to be thrown about four feet by splash action. In the genus Cyathus, as a peridiole is jerked out of its cup, the funiculus is torn and this makes possible the expansion of a mass of adhesive hyphae (the hapteron) which clings to any object in the line of flight. The momentum of the peridiole causes a long cord to be pulled out of a sheath attached to the peridiole. The peridiole is checked in flight and the jerk causes the funicular cord to become wound around stems or entangled among plant hairs. Thus the peridiole becomes attached to vegetation and may be eaten subsequently by herbivorous animals.
En Nidulariaceae, las gotas de lluvia hacen que los peridiolos sean arrojados a unos cuatro pies [de distancia] por las salpicaduras. En el género Cyathus, cuando un peridiolo es expulsado de su copa, la funícula se rompe y hace posible la expansión de una masa de hifas adhesivas (el hapterón) que se aferra a cualquier objeto en la dirección de vuelo. El impulso del peridiolo produce un cordón largo que sale de una funda unida a la superficie. El peridiolo se activa durante el vuelo y la sacudida hace que el cordón funicular se enrolle en el estipe o enrede entre los vellos de una planta. Así, el peridiolo se adhiere a la vegetación y puede ser consumido por animales herbívoros posteriormente.

Aunque no se ha demostrado experimentalmente si las esporas pueden sobrevivir un recorrido por el tracto digestivo de un animal, su presencia regular en estiércol de vaca o caballo sugieren que esto es cierto. Alternativamente, la corteza exterior dura de peridiolos expulsados de la copa puede desintegrarse con el tiempo, luego de liberar las esporas en su interior.

## Compuestos bioactivos
Algunos miembros del género producen metabolitos con actividad biológica y nuevas estructuras químicas que son específicas de este grupo taxonómico. Por ejemplo, las ciatinas son compuestos diterpenoides producidos por C. helenae, C. africanus y C. earlei. Varias de estas sustancias (especialmente las ciatinas B3 y C3), así como compuestos a base de estriatina en C. striatus, presentan una fuerte actividad antibiótica. Las ciatanas diterpenoides estimulan la síntesis del factor de crecimiento nervioso, y tienen el potencial para convertirse en agentes terapéuticos para trastornos neurodegenerativos como la enfermedad de Alzheimer. Los compuestos conocidos ciatuscavinas —aislados de un cultivo de líquido micelial de C. stercoreus— poseen una actividad antioxidante significativa, al igual que los compuestos conocidos como ciatusales, también encontrados en C. stercoreus. Diversos compuestos sesquiterpenoides se han identificado en C. bulleri, incluyendo el cibrodol (derivado del humuleno), nidulol y bulerón.
Muchas especies de Cyathus tienen actividad antifúngica contra patógenos humanos, como Aspergillus fumigatus, Candida albicans y Cryptococcus neoformans. Los extractos de C. striatus tienen efectos inhibidores sobre NF-κB, un factor de transcripción responsable de regular la expresión de varios genes implicados en el sistema inmunitario, la inflamación y la muerte celular.

## Usos

### Comestibilidad
Los autores consideran que las especies de la familia Nidulariaceae, incluyendo Cyathus, no son comestibles, ya que «no son lo suficientemente grandes, carnosas u olorosas como para tener interés alimenticio para el ser humano». Sin embargo, no existen informes de alcaloides tóxicos u otras sustancias consideradas venenosas para los seres humanos. Brodie señala que dos especies de este género han sido utilizadas por los pueblos nativos como afrodisíaco, o para estimular la fertilidad: C. limbatus en Colombia y C. microsporus en Guadalupe —aunque se desconoce algún efecto secundario perjudicial sobre la fisiología humana—.

### Biodegradación

Posible estructura química de una lignina.

La lignina es un compuesto químico polimérico complejo y un componente importante de la madera. Resistente a la descomposición biológica, su presencia en el papel hace que sea más débil y susceptible a decolorarse cuando se expone a la luz. La especie C. bulleri contiene tres enzimas que degradan la lignina: la lignina peroxidasa, el manganeso peroxidasa y la lacasa. Dichas enzimas tienen posibles aplicaciones, no solo en la industria de la pulpa y el papel sino también para incrementar la digestibilidad y contenido proteínico del forraje para el ganado. Debido a que las lacasas pueden descomponer compuestos fenólicos, pueden usarse para desintoxicar algunos contaminantes ambientales, como colorantes utilizados en la industria textil. Las lacasas de C. bulleri han sido modificadas genéticamente para ser producida por Escherichia coli, por lo que es la primera lacasa fúngica que se produce en un huésped bacteriano. C. pallidus puede biodegradar el compuesto explosivo RDX (hexahidro-1,3,5-trinitro-1,3,5-triazina), lo que indica que podría ser utilizada para limpiar suelos con municiones contaminadas.

### Agricultura
Cyathus olla está siendo investigada por su capacidad de incrementar la descomposición de los rastrojos que quedan en el campo después de la cosecha, reducir efectivamente las poblaciones de patógenos y acelerar el ciclo de nutrientes mediante la mineralización de los nutrientes esenciales de los vegetales.